# 傑馬爾帕夏

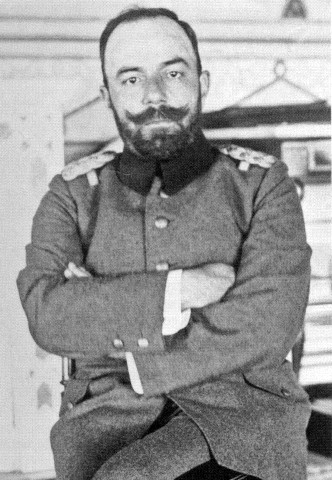
杰马尔帕夏像

艾哈邁德·傑馬爾帕夏（1872年5月6日—1922年7月21日）是奥斯曼帝国的政府官員與知名軍事人物。杰马尔出生于希腊米蒂利尼。毕业于奥斯曼帝国战争学院。他在巴爾幹戰爭嶄露頭角，並於第一次世界大戰期間擔任鄂圖曼政府主要領導人之一。他也对奥斯曼帝国末期亚美尼亚大屠杀、希臘種族滅絕、亞述人種族大屠殺负有主要责任。

## 政治生涯
1898年，杰马尔加入驻扎在塞萨洛尼基的奥斯曼帝国第三军并参与了團結與进步委员会反对阿卜杜勒-哈米德二世的地下秘密活动。他利用自己职位之便扩展了联合进步委员会在色雷斯的影响力。1908年青年土耳其党人革命时，杰马尔帕夏是革命的主要领导人之一。1909年，阿达纳地区的亚美尼亚人被屠杀殆尽后，杰马尔受任命为阿达纳瓦利（瓦利为一官职名）。
1911年獲任命為巴格達省的省長。隨後辭去此官職，以便重投軍隊參與巴爾幹戰爭。1912年10月升為上校。1913年1月23日，参与恩维尔帕夏发动的政变，逼迫大维齐尔卡米勒帕夏交付权利。1913年突袭高门政變後，他擔任首都的軍隊司令。晋升中将并担任劳工部长。1914年擔任海軍部長。至此，恩维尔帕夏、塔拉特帕夏以及杰马尔帕夏三人掌握了奥斯曼帝国朝政，后世称之为三帕夏。

## 大战期间

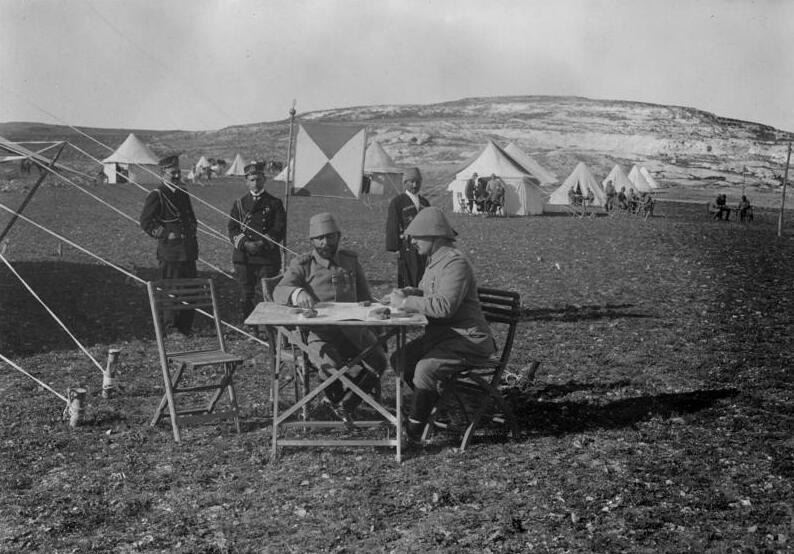
杰马尔在前线

当欧洲局势逐渐升温之际，杰马尔支持土耳其与法国结成联盟。他试图说服法国但没能成功。这主要是应为法国不愿意因为奥斯曼帝国而放弃与俄国的同盟关系。况且，俄国当时已经准备在奥斯曼帝国开疆拓土。1914年10月29日，他授意转移到君士坦丁堡的德国海军将领威廉·苏雄进攻黑海。俄国的黑海舰队、沿海城市敖德萨遭到奥斯曼帝国攻击，这导致英、法同时向土耳其宣战。第一次世界大战期间，杰马尔带领奥斯曼帝国第四军驻扎于大马士革。他同时管辖叙利亚、巴勒斯坦、希贾兹的军政。杰马尔与1915年至1916年间率领土耳其军攻略埃及的苏伊士运河但遭英国人挫败。同时，他也没有停止迫害阿拉伯及犹太民族主义者，他大批处决阿拉伯反抗人士并摧毁了犹太人的定居点。其中还包括了阿卜杜·哈米德·扎赫拉维。杰马尔利用亚美尼亚难民来建造工事并以残酷的方式对待他们。拉卡等地仍留有其处决亚美尼亚人的遗迹。
在阿拉伯人口中，他被称为“阿尔-萨法”，意即“溅血者”。1916年5月6日，他在大马士革及贝鲁特无凭无据地以叛国罪绞杀了许多黎巴嫩人，叙利亚什叶派及基督徒。
1915年他獲委予在敘利亞的軍事和民政全權。他的部隊與英軍及反叛的阿拉伯人交戰。土耳其在第一次世界大戰失敗後，他離開土耳其。之后曾在阿富汗参加过反英活动。1918年，杰马尔乘坐郵輪至德国避难。1919年7月5日，他在缺席的情况下被伊斯坦布尔军事法庭以戰爭罪判处死刑，具體罪名是使土耳其卷入战争及策動亚美尼亚大屠杀。1920年，他曾到访过苏联的莫斯科。并表示青年土耳其党的理念与共产党是一致的。1922年7月21日其到訪蘇聯控制的第比利斯，但被兩名名叫史蒂芬和佩德罗斯的亞美尼亞人察覺行踪並刺殺身亡。
除了在对待亚美尼亚人这一方面劣迹斑斑，杰马尔也曾建议奥斯曼政府驱逐所有小亚细亚沿海一带的希腊人。